# Mala Kriegel
Pour les articles homonymes, voir Kriegel.
Mala Kriegel, née Ehrlischster le 15 septembre 1912 à Varsovie (Pologne) et morte assassinée le 27 août 1944 à Marseille, est une chirurgienne-dentiste française d'origine polonaise et militante communiste, membre des Francs-tireurs et partisans - Main-d'œuvre immigrée (FTP-MOI) pendant la Seconde Guerre mondiale.

## Biographie
Née en Pologne, elle arrive en France dans les années 1930 pour étudier la médecine à Strasbourg, où elle milite avec les communistes. En septembre 1937, elle rencontre le militant antifaciste Maurice Kriegel-Valrimont, qu'elle épouse quelques années plus tard.
Le couple s'installe à Paris la même année, dans le XVe arrondissement, où Mala Kriegel commence à exercer comme chirurgienne-dentiste.
Militante communiste, elle s'engage dans la Résistance intérieure française en tant que distributrice du journal La Marseillaise, organe du Front national à Marseille. En 1944, lors d'une distribution dans les quartiers Nord de la ville, elle tombe, avec les militants Victor Fantini, Merotte et Dufour, dans une embuscade. Ils sont éjectés de la voiture, désarmés et plaqués contre un mur puis mitraillés par l'armée allemande, qui les laisse pour morts. Victor Fantini rapporte, dans ses mémoires, les derniers mots de Mala Kriegel : « C’est terrible ce qui nous arrive, mais malgré tout j’aurais eu la joie de voir nos journaux au grand jour. ». 
Elle meurt le 27 août 1944 à l'hôpital des suites de ses blessures et est inhumée dans une fosse commune du Cimetière Saint-Pierre de Marseille. Un cortège est formé par ses compagnons résistants lors des funérailles. Les photos de la résistante et photographe marseillaise Julia Pirotte conservent le témoignage de la cérémonie.

## Hommages
Une plaque à sa mémoire a été apposée sur le mur du hall du journal communiste La Marseillaise à Marseille ainsi qu'au niveau du no 85 du boulevard Oddo, là où elle fut abattue.